# Бабенко, Алексей Фёдорович
Алексе́й Фёдорович Бабе́нко (25 марта 1923 года — 6 декабря 1996 года) — советский лётчик-испытатель, заместитель командира эскадрильи, майор.
Герой Советского Союза (29.08.1955), полковник запаса (с 1978 года).

## Биография
Родился 25 марта 1923 года в городе Миргороде ныне Полтавской области (Украина) в семье рабочего. Украинец. Член КПСС с 1953 года. В 1940 году окончил среднюю школу.
В 1940 году поступил в Чугуевское военное лётное училище, которое окончил в конце 1941 года. Молодой лётчик стремился на фронт. Но его оставили в тылу как опытного и знающего своё дело специалиста.
Всё войну А. Ф. Бабенко готовил лётчиков для Красной Армии. И хотя ему так и не пришлось принимать непосредственного участия в боях против немецко-фашистских захватчиков, он внёс достойный вклад в дело разгрома врага.
В послевоенные годы А. Ф. Бабенко продолжил службу в авиации, передавая свой опыт и знания молодым лётчикам.
Лётчик А. Ф. Бабенко одним их первых овладел техникой пилотирования советских вертолётов. Работая в сложных метеорологических условиях, он проявил железную выдержку, блестящее мастерство, изобретательность, личное мужество и отвагу.
А. Ф. Бабенко первым на вертолёте Ми-4 достиг Северного полюса. Это произошло в 1954 году. Завершив перелёт длиной свыше 5000 километров, А. Ф. Бабенко более года работал на станции «СП-3» и в районах Крайнего Севера. За это время он налетал более 300 часов, дважды вывозил в безопасное место зимовщиков дрейфующей станции «СП-3» и ценное оборудование с ломающейся льдины.
Указом Президиума Верховного Совета СССР от 29 августа 1955 года за мужество и героизм, проявленные при выполнении ответственного задания майору Алексею Фёдоровичу Бабенко присвоено звание Героя Советского Союза с вручением ордена Ленина и медали «Золотая Звезда» (№ 10792).
С 1978 года полковник А. Ф. Бабенко — в запасе. Работал инженером-конструктором на заводе. Жил в Москве. Скончался 6 декабря 1996 года.

## Награды
- Медаль «Золотая Звезда» Героя Советского Союза (медаль № 10792)
- Орден Ленина
- Орден Октябрьской Революции
- Два ордена Красной Звезды
- Медали
- Заслуженный военный лётчик СССР (1975)

## Память
- Похоронен на Троекуровском кладбище в Москве (участок 3).
- Материалы, рассказывающие о деятельности Героя, собраны в музее Миргородской средней школы № 1 имени Панаса Мирного, где он учился.